# 高家砖塔
高家砖塔，位于山西省临汾市翼城县隆化镇高家村。
高家村砖塔是一座清代圆形实心砖塔，高5.7米，直径1.5米。方形塔座，高2.1米.  
1987年8月20日，高家砖塔公布为翼城县文物保护单位。